# Alyson Stoner
Pour les articles homonymes, voir Stoner.
Alyson Stoner est une chanteuse, actrice, danseuse, chorégraphe et modèle américaine née le 11 août 1993 à Toledo, Ohio (États-Unis).

## Biographie
Alyson Rae Stoner est née le 11 août 1993 à Toledo, Ohio. Elle y apprend la danse classique, les claquettes ainsi la danse jazz au "O'Connell's Dance Studio". Elle déménage à Los Angeles où elle poursuit sa formation de danseuse par l'apprentissage du hip-hop au Millennium Dance Complex. Elle a suivi les cours de célèbres chorégraphes tels que Marchez, Wade Robson, Fatima et Hi-Hat. Elle apparaît dans les clips de Missy Elliott Work It, I'm Really Hot et Gossip Folks ou encore celui d'Eminem Just Lose It.
Entre 2003 et 2006, elle danse dans le groupe The JammX Kids mais elle quitte le groupe à cause de problèmes de disponibilité et de planning.
En 2004, elle apparait au générique du long métrage Shark Tale sorti en DVD. La même année, elle participe en tant que danseuse au show des Outkast lors des  Kids' Choice Awards puis l'année suivante à celui de Will Smith.
En 2001, Alyson Stoner devient la co-présentatrice de Mike's Super Short Show (en) sur Disney Channel avec Michael Alan Johnson. On la retrouve également les films Treize à la douzaine (1 et 2) et elle fait également des apparitions dans les séries Phénomène Raven (That's So Raven), La vie de Palace de Zack et Cody ou encore Drake et Josh.
En 2006, elle obtient le rôle de Camille Gage la demi-sœur de Tyler Gage (Channing Tatum) dans le film Sexy Dance aux côtés de Channing Tatum, Jenna Dewan, Rachel Griffiths, Mario (chanteur) et Josh Henderson. Elle reprendra le rôle de Camille Gage en 2010 dans Sexy Dance 3D aux côtés cette fois de Rick Malambri, Adam G. Sevani, Sharni Vinson et Harry Shum Jr puis en 2014, pour le 5ème volet de Sexy Dance.
En 2007, elle tient le personnage principal du film "Alice dans tous ses états". Elle a pour partenaires Lucas Grabeel (High School Musical) et Luke Perry (Beverly Hills 90210).
On peut aussi la voir dans le film de Disney Channel Camp Rock aux côtés de Joe Jonas alias Shane Gray, ainsi que Nick Jonas et Kevin Jonas et Demi Lovato dans le rôle de  Caitlyn Gellar. Le film a été diffusé le 20 juin 2008 sur Disney Channel US. Deux plus tard, elle reprend son rôle dans Camp Rock 2.
En 2009, elle double le personnage de Xion dans le jeu Kingdom Hearts : 358/2 Days et celui de Kairi dans Kingdom Hearts Re:Chain of Memories.
De 2007 à 2015, elle prête sa voix au personnage d'Isabella Garcia-Shapiro dans la série d'animation Phinéas et Ferb.
Depuis 2008, elle a un compte YouTube, TheRealAlysonStoner, qui comptabilise près de 645 000 abonnés en avril 2020. Elle y publie toutes les semaines des podcasts et autres vidéos autour du bien-être, de la relaxation etc. C'est aussi sur cette chaine qu'elle publie ses chansons et clips. Sa vidéo la plus vue est un mashup des chorégraphies qu'elle a réalisées avec Missy Elliott. Cette dernière l'a d'ailleurs invitée à monter sur scène avec elle lors des MTV Video Music Awards en 2019 pour jouer "Work It". Elle a en outre repris Shake It Off de Taylor Swift, Maps du groupe Maroon 5 ou encore Sweater Weather du groupe The Neighbourhood.

### Vie personnelle

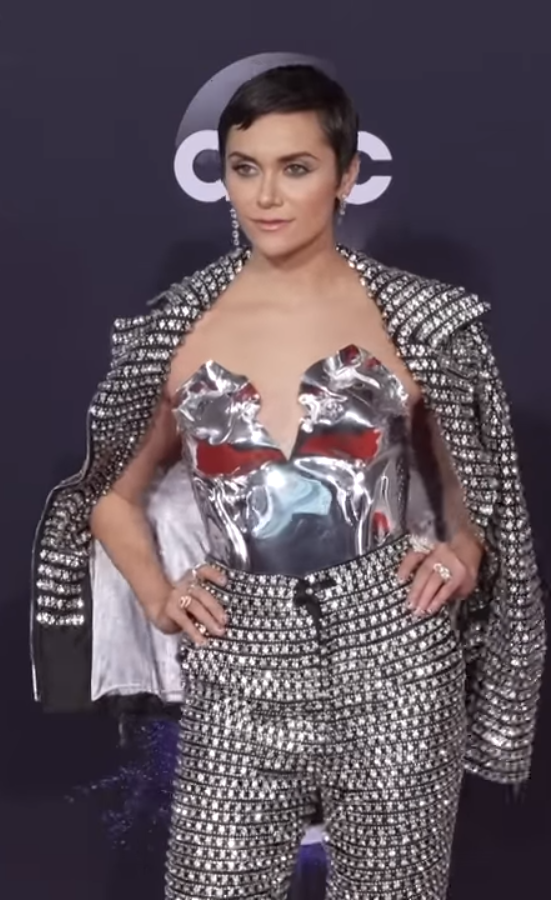
Alyson Stoner au tapis rouge des American Music Awards en 2019.

Elle est sortie pendant quelque temps avec l'acteur Cole Sprouse lors du tournage de La Vie de palace de Zack et Cody.
En mars 2018, elle publie un article dans Teen Vogue expliquant qu'elle est attirée à la fois par les hommes et par les femmes. Elle refuse néanmoins de se classer elle-même dans une catégorie sexuelle.

## Discographie

### EP
- 2011 : Beat the System
- 2012 : We and Me

### Singles
- 2010 : Flying Forward[1]
- 2010 : Make History[2]
- 2013 : Dragon (That's What You Wanted)[3]
- 2015 : Pretty Girls[4]
- 2016 : Woman[4]
- 2016 : Back to Church
- 2016 : The Boy is Mine
- 2018 : Fool[5]

## Filmographie

### Longs-métrages
- 2003 : Treize à la douzaine (Cheaper by the Dozen) de Shawn Levy : Sarah Baker
- 2004 : Garfield de Peter Hewitt : l'enfant rat (voix)
- 2005 : Better Days de Raul Inglis : Lindy
- 2005 : Treize à la douzaine 2 (Cheaper by the Dozen 2) de Adam Shankman : Sarah Baker
- 2006 : Sexy Dance (Step Up) de Anne Fletcher : Camille Gage
- 2007 : Alice dans tous ses états (Alice Upside Down) de Sandy Tung (en) : Alice McKinley
- 2009 : The Alyson Stoner Project de Kevin Schmidt : elle-même
- 2010 : Sexy Dance 3D (Step Up 3D) de Jon Chu : Camille Gage
- 2011 : Comme Cendrillon : Il était une chanson (A Cinderella Story: Once Upon a Song) de Damon Santostefano : une danseuse
- 2013 : Les Copains super-héros (Super Buddies) de Robert Vince (en) : Strawberry (voix originale)
- 2014 : Sexy Dance 5: All in Vegas (Step Up All In) de Trish Sie : Camille Gage
- 2015 : Hoovey de Sean McNamara : Jen Elliott
- 2015 : The A-List de Will Bigham : Lacey Parish
- 2015 : Summer Forever (en) de Roman White (en) : Liv
- 2016 : Selling Isobel de Rudolf Buitendach (en) : Katie
- 2017 : Mr. Invincible : Talullah
- 2017 : Adi Shankar's Gods and Secrets : rôle inconnu

Prochainement
- ???? : Butterfly Love : Emma

### Longs-métrages d'animation
- 1994 : Pompoko de Isao Takahata : rôle inconnu
- 2007 : Holly Hobbie and Friends: Best Friends Forever : Holly Hobbie
- 2010 : Kung-Fu Magoo aux jeux diablolympiques (Kung Fu Magoo) de Andrés Couturier : Lorelei Tan Gu
- 2011 : Le Petit Train bleu (The Little Engine That Could) de Elliot M. Bour (en) : le petit train bleu
- 2015 : Huevos: Little Rooster's Egg-cellent Adventure (en) de Gabriel Riva Palacio Alatriste et Rodolfo Riva Palacio Alatriste : Birdie (voix américaine)

### Courts-métrages
- 2004 : The JammX Kids de Kevin Tancharoen : Alyson
- 2006 : Holly Hobbie : Fête surprise de Mario Piluso : Holly Hobbie (voix)
- 2006 : Holly Hobbie : Souhaits de Noël de Kate Boutilier et Eryk Casemiro : Holly Hobbie (voix)
- 2007 : Holly Hobbie : Le secret de Mario Piluso : Holly Hobbie (voix)
- 2016 : Kadence de Jacob Johnston : Marissa Clemment

### Télévision

#### Téléfilms
- 2008 : Camp Rock de Matthew Diamond (en) : Caitlyn Geller
- 2010 : Camp Rock 2 : Le Face à face de Paul Hoen : Caitlyn Geller
- 2011 : Phinéas et Ferb, le film de Robert F. Hughes (en) : Isabella Garcia-Shapiro (animation, voix originale)
- 2014 : Le Choix de ma vie (Expecting Amish) de Richard Gabai : Mary
- 2015 : Étudiante : Option escort (Sugarbabies) de Monika Mitchell : Katie Wood

#### Séries télévisées
- 2002-2006 : Mike's Super Short Show (en) : Sally (rôle principal, 27 épisodes)
- 2004 : I'm with Her (en) : Dylan Cassidy (saison 1, épisode 12)
- 2004 : Batman : Connie (animation, voix originale - saison 1, épisode 5)
- 2004 : Drake et Josh : Wendy (saison 2, épisode 10)
- 2004-2006 : Lilo et Stitch : Victoria (animation, voix originale - 3 épisodes)
- 2005-2007 : La Vie de palace de Zack et Cody : Max (6 épisodes)
- 2005 : Phénomène Raven : Ally Parker (saison 3, épisode 31)
- 2005 : I Married a Princess (en) : elle-même (saison 1, épisode 13)
- 2006 : Joey : Kaley (saison 2, épisode 19)
- 2006 : Razbitume ! : Lisa (animation, voix originale - saison 4, épisode 2)
- 2006 : W.I.T.C.H. : Lillian Hale (animation, voix originale - 4 épisodes)
- 2007-2015 : Phinéas et Ferb : Isabella Garcia-Shapiro (animation, voix originale - 169 épisodes)
- 2009 : Ghost Town : Tina
- 2010 : Dr House : Della (saison 7, épisode 2)
- 2010-2011 : Take Two with Phineas and Ferb (en) : Isabella Garcia-Shapiro (animation, voix originale - 20 épisodes)
- 2011-présent : La Ligue des justiciers : Nouvelle Génération : Batgirl (animation, voix originale)
- 2014 : Major Crimes : Bug (saison 3, épisode 6)
- 2014 : La Légende de Korra : Opal (animation, voix originale - 10 épisodes)
- 2016 : Hitting the Breaks : Gretchen McBride (saison 1, épisode 9)
- 2016 : Roommates : Alyson (saison 1, épisode 10)
- 2016 : La Loi de Milo Murphy (Milo Murphy's Law) : Kris / voix additionnelles (animation, voix originale - 2 épisodes)
- 2016 : Dance-Off Juniors : elle-même / juge
- 2022 : The Guardians of Justice : Monica

### Clips vidéos
- 2002 : Work It de Missy Elliott
- 2002 : Gossip Folks de Missy Elliott
- 2004 : Just Lose It de Eminem

### Jeux vidéo
- 2009 : Xion : Kingdom Hearts : 358/2 Days

Kairi : Kindom Hearts  Re:Chain Of Memories
- 2017 : Kairi : Kingdom Hearts: 2.8
- 2019 : Kairi, Xion : Kingdom Hearts III